# 製菓衛生師法
製菓衛生師法（せいかえいせいしほう、昭和41年7月4日法律第115号）は、製菓衛生師全般の職務・資格などに関する日本の法律である。
1966年7月4日に公布され、同年2月26日に施行された。